# Питание стрелкового оружия патронами

Подача (питание) патронов из приставного магазина, для стрельбы из автомат Калашникова (АК).

Подача патрона в патронник канала ствола.

Питание стрелкового оружия патронами — процесс подачи (питания) патронов для стрельбы из стрелкового оружия и орудий.

## Описание
Питание патронами стрелкового оружия ручного перезаряжания, самозарядного или автоматического осуществляется с помощью магазинов, обойм или лент.
- Обойма с патронами для боевого питания стрелкового оружия с постоянным магазином (пистолет, карабин, винтовка, автоматические пушки).
  - Пачка патронная (обойма с патронами (снарядами) для винтовки, карабина, малокалиберного орудия с пачечным заряжанием).
- Магазин — в огнестрельном многозарядном оружии (карабинах, винтовках, пистолетах, пулемётах, автоматических пушках и тому подобное) магазин представляет собой коробку, диск, барабан или трубку, которые служат для размещении патронов в определённом порядке.
- Пулемётная лента — лента, снаряжённая патронами для боевого питания стрелкового оружия, обычно — пулемёта. Лента служит для соединения патронов вместе. При ленточном питании подача патронов осуществляется за счёт энергии пулемёта или с помощью специального привода.

## Револьвер
У револьверов питание осуществляется с помощью барабана. Барабан представляет собой цилиндр с каморами, в которые заряжаются патроны, вращающийся вокруг своей продольной оси. Таким образом, все патроны в барабане находятся в индивидуальных патронниках.